# Yelena Belova (biatleta)
Yelena Pávlovna Belova –en ruso, Елена Павловна Белова– (Magnitogorsk, 25 de julio de 1965) es una deportista rusa que compitió para la URSS en biatlón.
Participó en los Juegos Olímpicos de Albertville 1992, obteniendo dos medallas de bronce, en las pruebas de velocidad y relevos. Ganó cinco medallas en el Campeonato Mundial de Biatlón entre los años 1991 y 1993.

## Palmarés internacional
| Representando a la URSS           |                       |                   |           |
| Campeonato Mundial                |                       |                   |           |
| Año                               | Lugar                 | Medalla           | Prueba    |
| 1991                              | Lahti (Finlandia)     | Medalla de oro    | Relevos   |
| 1991                              | Lahti (Finlandia)     | Medalla de oro    | Equipo    |
| Representando al Equipo Unificado |                       |                   |           |
| Juegos Olímpicos                  |                       |                   |           |
| Año                               | Lugar                 | Medalla           | Prueba    |
| 1992                              | Albertville (Francia) | Medalla de bronce | Velocidad |
| 1992                              | Albertville (Francia) | Medalla de bronce | Relevos   |
| Representando a la CEI            |                       |                   |           |
| Campeonato Mundial                |                       |                   |           |
| Año                               | Lugar                 | Medalla           | Prueba    |
| 1992                              | Novosibirsk (Rusia)   | Medalla de plata  | Equipo    |
| Representando a Rusia             |                       |                   |           |
| Campeonato Mundial                |                       |                   |           |
| Año                               | Lugar                 | Medalla           | Prueba    |
| 1993                              | Borovets (Bulgaria)   | Medalla de bronce | Velocidad |
| 1993                              | Borovets (Bulgaria)   | Medalla de bronce | Relevos   |